# USS LST-650
O USS LST-650 foi um navio de guerra norte-americano da classe LST que operou durante a Segunda Guerra Mundial.